# Filipova Huť
Filipova Huť (německy Philippshütten) je malá vesnice, část obce Modrava v okrese Klatovy v Plzeňském kraji. Nachází se na jižních svazích rozsochy hory Antýgl (1254 metrů), v údolí Filipohuťského potoka, v nadmořské výšce 1093 metrů. Je tak nejvýše položeným sídlem v České republice. V roce 2011 zde trvale žilo šestnáct obyvatel. Z osady se otevírá výhled na bavorskou horu Roklan.
V katastrálním území Filipovy Hutě je také samota Březník.

## Historie
Filipova Huť vznikla jako osada kolem sklářské huti na duté sklo, kterou založili v roce 1785 Franz Denk a Franz Weber z Horních Hrádků (Schlösselwald). Jméno dostala po tehdejším majiteli prášilského panství Filipu Kinském. Po dokončení Vchynicko-tetovského kanálu v roce 1800 bylo v osadě postaveno 17 domků pro rodiny dřevorubců. Sklárna zanikla v roce 1820 a další prosperita obce byla plně spojena s dřevařstvím.
V roce 1930 ve Filipově Huti žilo 12 Čechů a 488 Němců. Po druhé světové válce byli odtud, stejně jako z ostatních pohraničních obcí, Němci vysídleni.
Státní statistický úřad v Praze uvádí, že v obci Filipova Huť (okres Vimperk) o rozloze 5745 ha bylo k 22. květnu 1947 sečteno 214 přítomných obyvatel.

## Obyvatelstvo
| Rok            | 1869 | 1880 | 1890 | 1900 | 1910 | 1921 | 1930 | 1950 | 1961 | 1970 | 1980 | 1991 | 2001 | 2011 | 2021 |
| -------------- | ---- | ---- | ---- | ---- | ---- | ---- | ---- | ---- | ---- | ---- | ---- | ---- | ---- | ---- | ---- |
| Počet obyvatel | 312  | 304  | 361  | 321  | 311  | 279  | 386  | 74   | 34   | 21   | 25   | 12   | 14   | 16   | 33   |
| Počet domů     | 30   | 32   | 39   | 37   | 38   | 37   | 55   | 78   | 78   | 7    | 8    | 13   | 5    | 7    | 14   |

## Obecní správa

### Územní příslušnost
- v letech 1850–1899 byla osada Filipová Huť osadou obce Prášily, okres Sušice[8]
- v letech 1900–1929 byla osada Filipová Huť úředně zrušena[8]
- v roce 1930 patřila obec Filipová Huť do okresu Sušice[8]
- k 1. lednu 1948 patřila obec Filipova Huť do správního okresu Sušice, soudní okres Hartmanice, poštovní úřad Kvilda, stanice sboru národní bezpečnosti Modrava, železniční stanice a nákladiště Lipka na Šumavě[9]
- k 1. únoru 1949 patřila obec Filipova Huť do okresu Vimperk, kraj Českobudějovický[10][11][12]
- k 1. lednu 1950 patřila obec Filipova Huť do okresu Vimperk, kraj Českobudějovický[13]
- k 1. červenci 1952 byla Filipova Huť, okres Vimperk, kraj Českobudějovický, vedena jako samostatná obec[14]
- k 1. lednu 1955 byla osada Filipova Huť částí obce Horská Kvilda, okres Vimperk, kraj Českobudějovický[15]
- k 1. červenci 1960 byla osada Filipova Huť částí obce Modrava, okres Klatovy, kraj Západočeský[16]
- k 1. lednu 1980 byla osada Filipova Huť částí obce Srní, okres Klatovy, kraj Západočeský[8]
- k 24. listopadu 1990 byla osada Filipova Huť částí obce Modrava, okres Klatovy, kraj Západočeský[8]

###### Matriční příslušnost
- od 1. ledna 1950 patřila obec Filipova Huť pod matriční úřad Místního národního výboru Kvilda[13]
- od 1. ledna 1955 patřila osada Filipova Huť - obec Horská Kvilda pod matriční úřad Místního národního výboru Vimperk[15]

## Pamětihodnosti
Venkovská usedlost ev.č. 2 byla v roce 1958 vyhlášena jako kulturní památka – má pozoruhodný a v Česku již málokde dochovaný zvýšený nájezd do stodoly. V osadě stávala čtvercová kaple, která byla v letech 1962–1964 zbořena. Připravuje se její obnova.

## Turistický ruch
Ve Filipově Huti je dostupné ubytování v řadě hotelů a penzionů. Osada je nástupním místem na rozsáhlou síť turistických, cykloturistických a běžkařských tras.

### Kamenná panoramatická mapa s lavičkou
Na konci října 2023 se uskutečnila (s vědomím a podporou obce Modrava) instalace kamenné žulové lavičky věnované Karlu Klostermannovi. Součástí instalace je i panoramatická mapa ručně vytesaná do horní plochy několikatunového bloku mrákotínské žuly. Oba objekty jsou umístěny „bezprostředně u sebe“ na turisty vyhledávaném vyhlídkovém místě, odkud se naskýtá pohled na hraniční šumavské vrcholky s dominantou Velkého a Malého Roklanu. Sochařskou práci provedli studenti kamenosochařského oboru (učni) spolu se svými pedagogy (mistry kamenosochaři) ze střední uměleckoprůmyslové školy svaté Anežky České z Českého Krumlova. (Patronem realizace byla Bára Bohuslavová a Jiří Schlosser.)

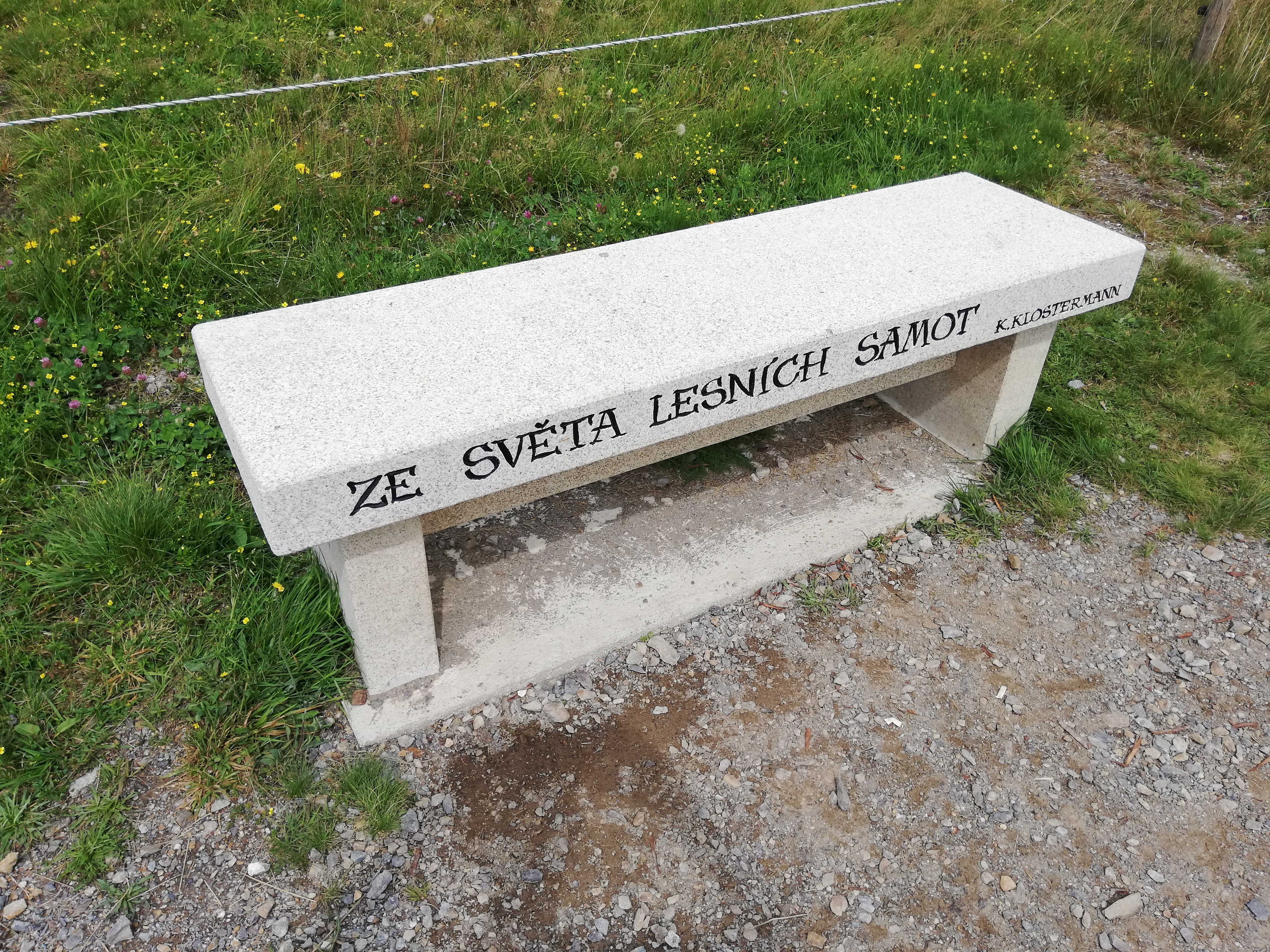
Lavička Karla Klostermanna
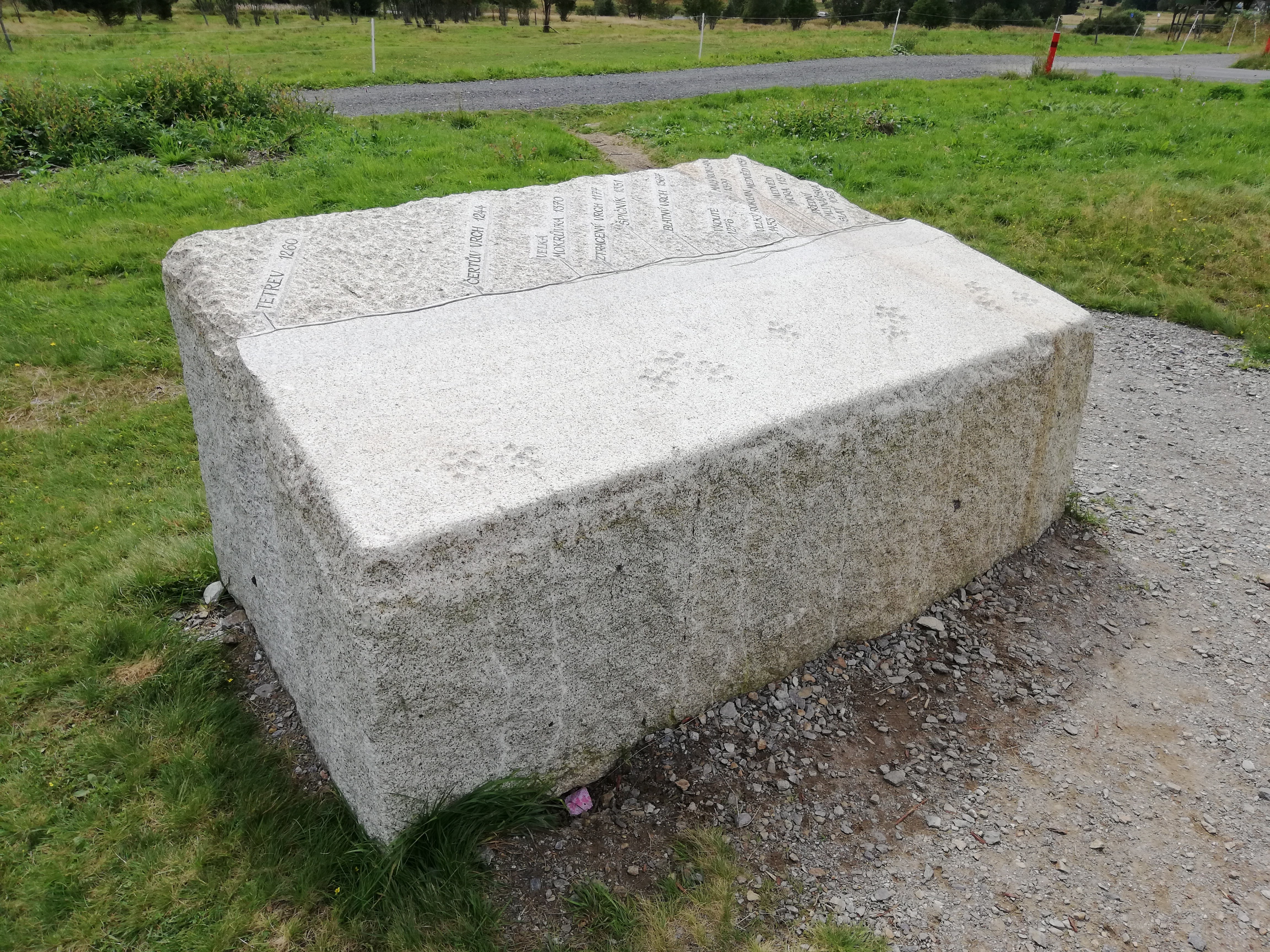
Panoramatická kamenná mapa
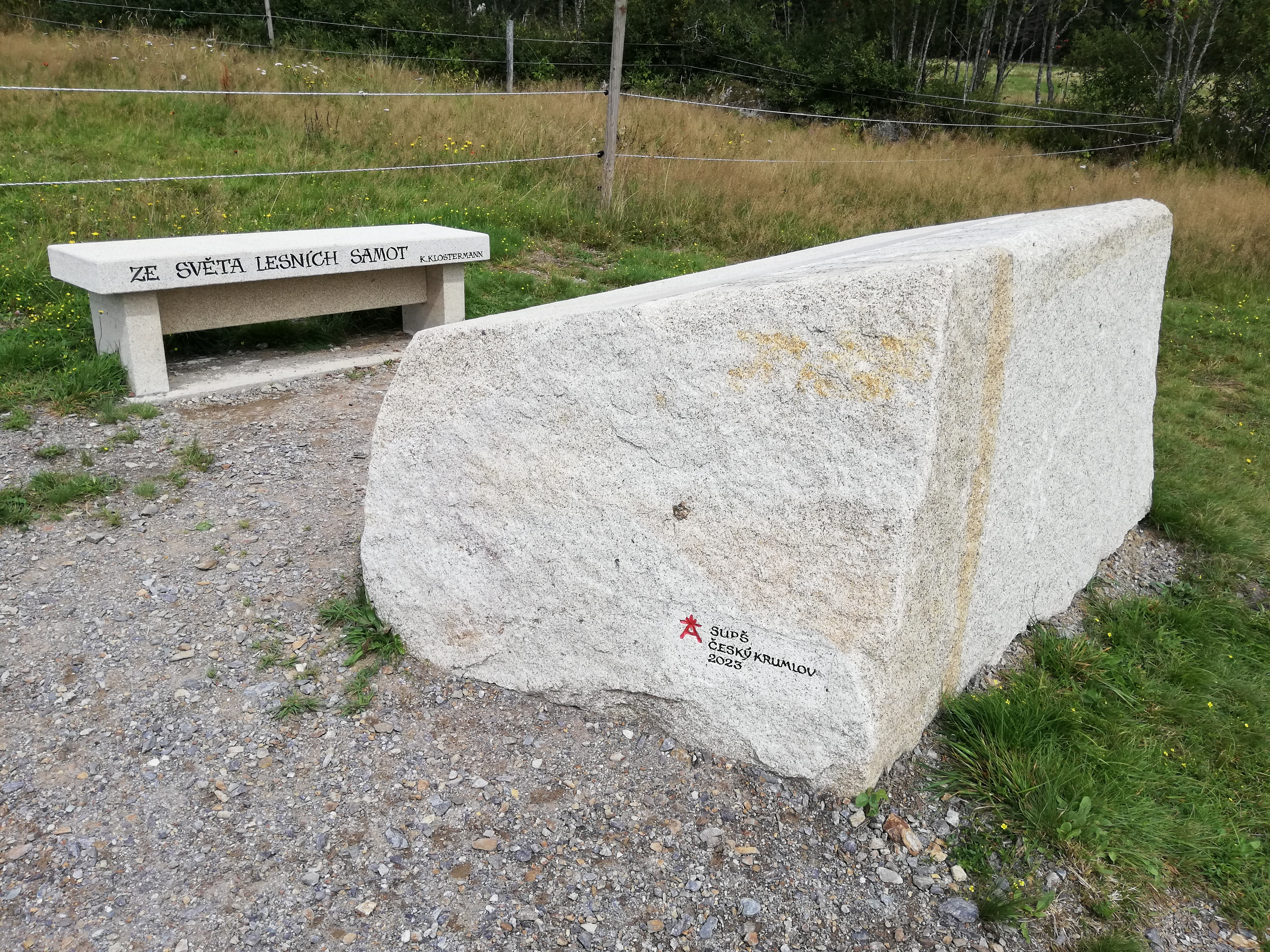
Oba kamenné objekty
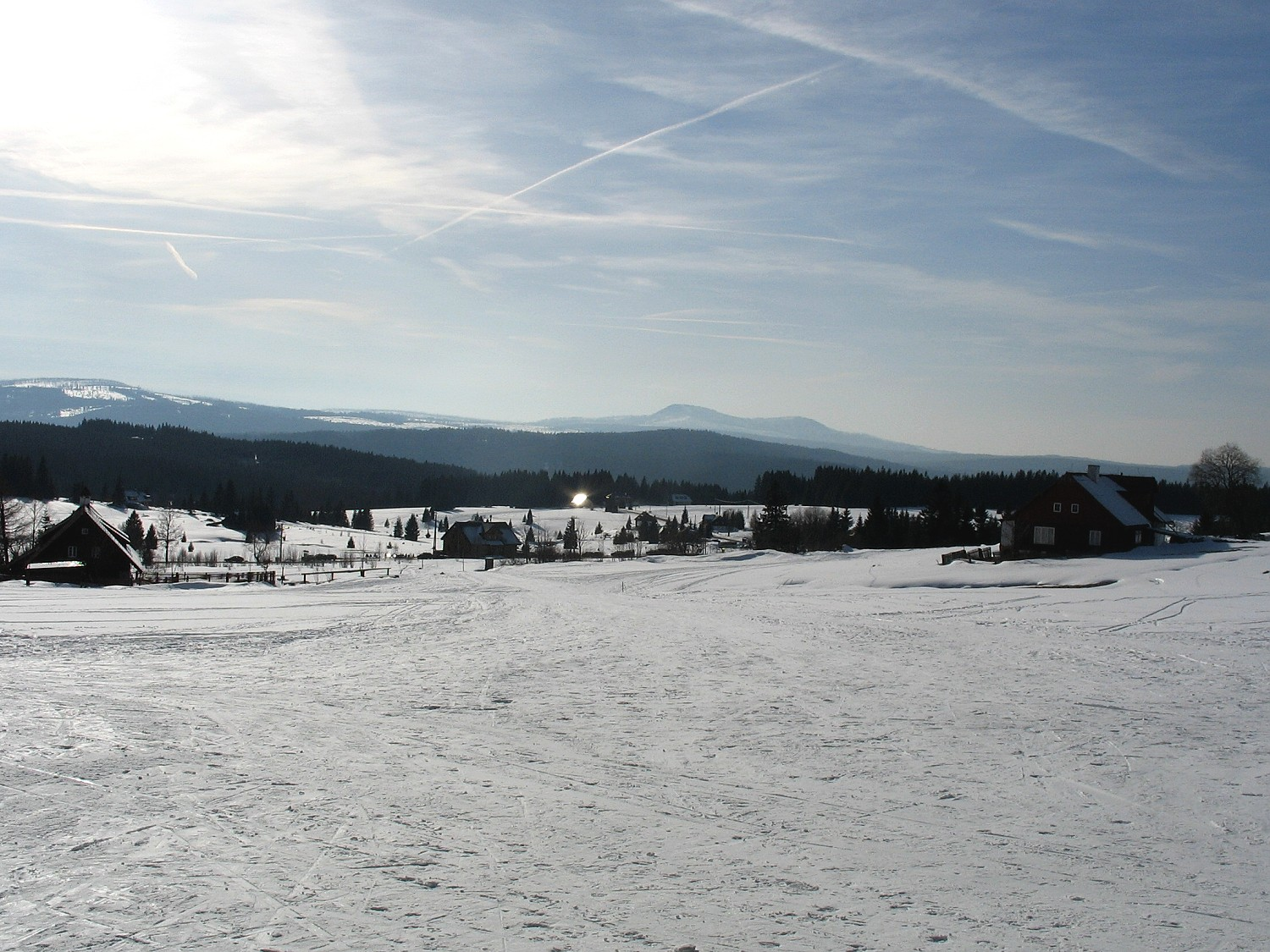
Výhled na Velký a Malý Roklan